# Pampamarca (Aymares)
Pampamarca es una localidad peruana ubicada en la región Apurímac, provincia de Aymaraes, distrito de Cotaruse. Se encuentra a una altitud de 3430 m s. n. m. (metros sobre el nivel del mar). Tenía una población de 660 habitantes en el 2007.
La ciudad de Pampamarca fue declarado monumento histórico del Perú el 9 de noviembre de 1987 mediante el R.M. N.º 775-87-ED.

## Historia
Es el primer pueblo español fundado en Aymares por los años 1578. 

Contaba con una iglesia llamada Santiago Apóstol Mayor de Pampamarca construido en 1583 y destruida por el terremoto de 1650. Luego se empezó a construir la Iglesia de Nuestra Señora de las Mercedes de Pampamarca.

## Economía
Papamarca se caracteriza por su tradicional alpaqueria del cual aprovecha la fibra y carne así como sus artesanías.

## Clima
| Parámetros climáticos promedio de Pampamarca | Parámetros climáticos promedio de Pampamarca | Parámetros climáticos promedio de Pampamarca | Parámetros climáticos promedio de Pampamarca | Parámetros climáticos promedio de Pampamarca | Parámetros climáticos promedio de Pampamarca | Parámetros climáticos promedio de Pampamarca | Parámetros climáticos promedio de Pampamarca | Parámetros climáticos promedio de Pampamarca | Parámetros climáticos promedio de Pampamarca | Parámetros climáticos promedio de Pampamarca | Parámetros climáticos promedio de Pampamarca | Parámetros climáticos promedio de Pampamarca | Parámetros climáticos promedio de Pampamarca |
| Mes                                          | Ene.                                         | Feb.                                         | Mar.                                         | Abr.                                         | May.                                         | Jun.                                         | Jul.                                         | Ago.                                         | Sep.                                         | Oct.                                         | Nov.                                         | Dic.                                         | Anual                                        |
| -------------------------------------------- | -------------------------------------------- | -------------------------------------------- | -------------------------------------------- | -------------------------------------------- | -------------------------------------------- | -------------------------------------------- | -------------------------------------------- | -------------------------------------------- | -------------------------------------------- | -------------------------------------------- | -------------------------------------------- | -------------------------------------------- | -------------------------------------------- |
| Temp. media (°C)                             | 11.8                                         | 11.8                                         | 11.6                                         | 11.6                                         | 10.4                                         | 9.1                                          | 8.6                                          | 9.3                                          | 10.5                                         | 11.4                                         | 11.7                                         | 11.7                                         | 10.8                                         |
| Temp. mín. media (°C)                        | 4.7                                          | 5                                            | 4.8                                          | 4                                            | 1.8                                          | 0                                            | −0.6                                         | -0.2                                         | 1.6                                          | 2.3                                          | 2.7                                          | 3.9                                          | 2.5                                          |
| Fuente: climate-data.org                     |                                              |                                              |                                              |                                              |                                              |                                              |                                              |                                              |                                              |                                              |                                              |                                              |                                              |

## Iglesia de Nuestra Señora de las Mercedes de Pampamarca
La iglesia de Nuestra Señora de las Mercedes de Pampamarca que data del siglos XVII y XIX. Empezó a construirse tras destruirse el Santiago Apóstol Mayor de Pampamarca. Empezó a construirse en 1780 y concluyó en 1814 a cargo de la congregación Mercedaria que reemplazó a la Orden de San Agustín. La obra estuvo a cargo del sacerdote Agustín Pío. La iglesia está ubicada en la plaza principal de Pampamarca. El templo está construido a base de adobe y piedras y la portada en sillar. Cuenta con 2 pequeñas torres, uno de ellos, tiene la campana mayor muy parecido a la campana María Angola del Cusco. Tiene un retablo de estilo barroco mestizo con columnas salomónicas. Asimismo el atrio esta cercado con arquerías y una torre de piedra. El templo fue declarado Patrimonio Cultural de la Nación por la Resolución Ministerial N° 775-87-DE.